# جون جاي هينيسي
جون جاي هينيسي (بالإنجليزية: John J. Hennessey)‏ هو عسكري أمريكي، ولد في 20 أغسطس 1921 في شيكاغو في الولايات المتحدة، وتوفي في 20 مارس 2001 في تامبا في الولايات المتحدة.